# Мюртен-э-Боньи
Мюртен-э-Боньи́ (фр. Murtin-et-Bogny) — коммуна во Франции, находится в регионе Шампань — Арденны. Департамент — Арденны. Входит в состав кантона Ранве. Округ коммуны — Шарлевиль-Мезьер.
Код INSEE коммуны — 08312.
Коммуна расположена приблизительно в 195 км к северо-востоку от Парижа, в 100 км севернее Шалон-ан-Шампани, в 14 км к западу от Шарлевиль-Мезьера.

## История
В 1828 году коммуны Мюртен и Боньи, расположенные на противоположных берегах реки Сормонн, были объединены в одну коммуну Мюртен-э-Боньи.

## Население
Население коммуны на 2008 год составляло 180 человек.
| 1962 | 1968 | 1975 | 1982 | 1990 | 1999 | 2008 |
| ---- | ---- | ---- | ---- | ---- | ---- | ---- |
| 129  | 142  | 131  | 128  | 126  | 142  | 180  |

## Экономика
В 2007 году среди 103 человек в трудоспособном возрасте (15—64 лет) 80 были экономически активными, 23 — неактивными (показатель активности — 77,7 %, в 1999 году было 70,5 %). Из 80 активных работали 74 человека (41 мужчина и 33 женщины), безработных было 6 (3 мужчин и 3 женщины). Среди 23 неактивных 8 человек были учениками или студентами, 6 — пенсионерами, 9 были неактивными по другим причинам.

## Достопримечательности
- Церковь Св. Маргариты (Мюртен)
- Церковь Сен-Реми (Боньи)
- Замок Боньи

## Фотогалерея

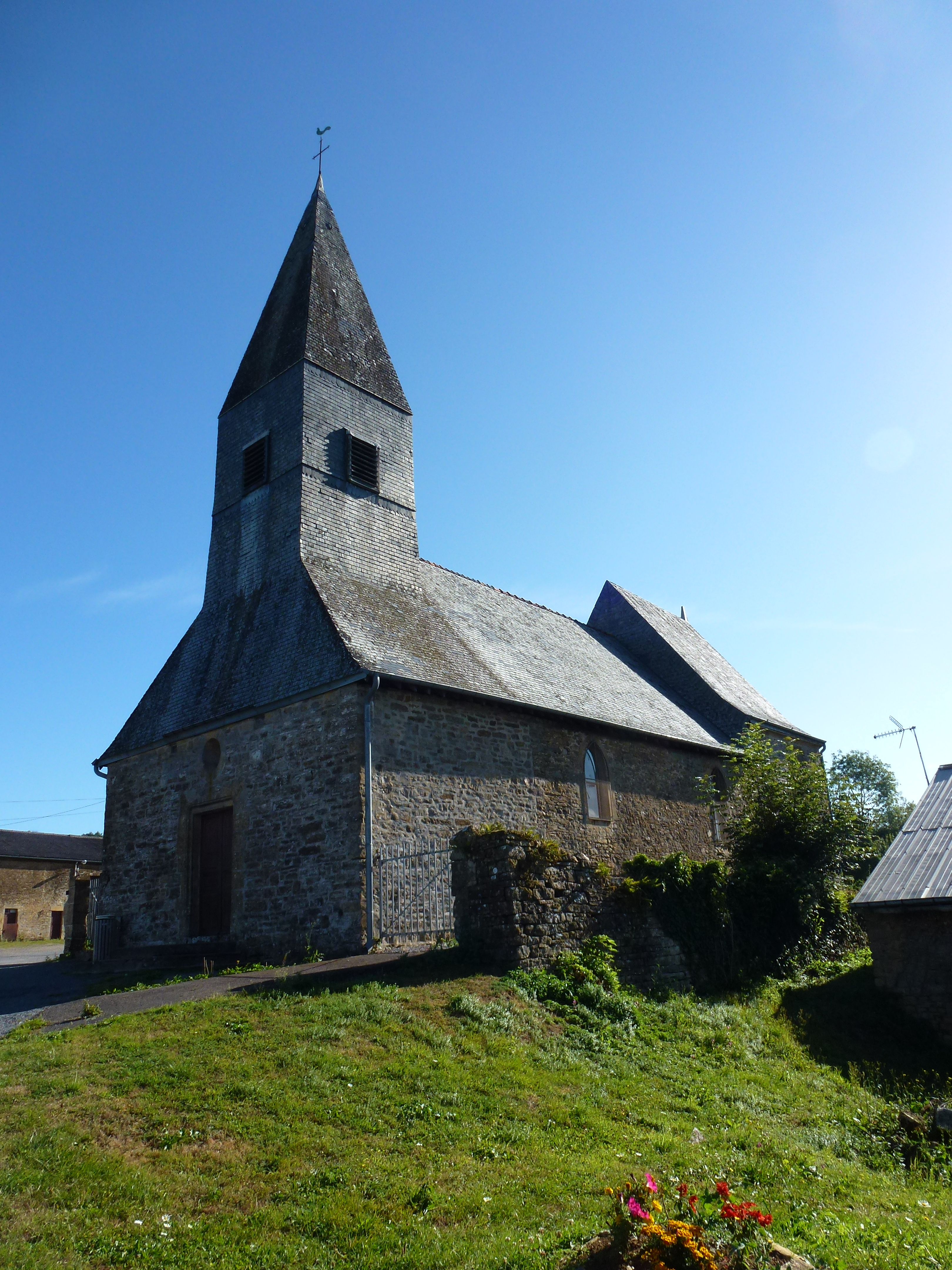
Церковь Сен-Реми
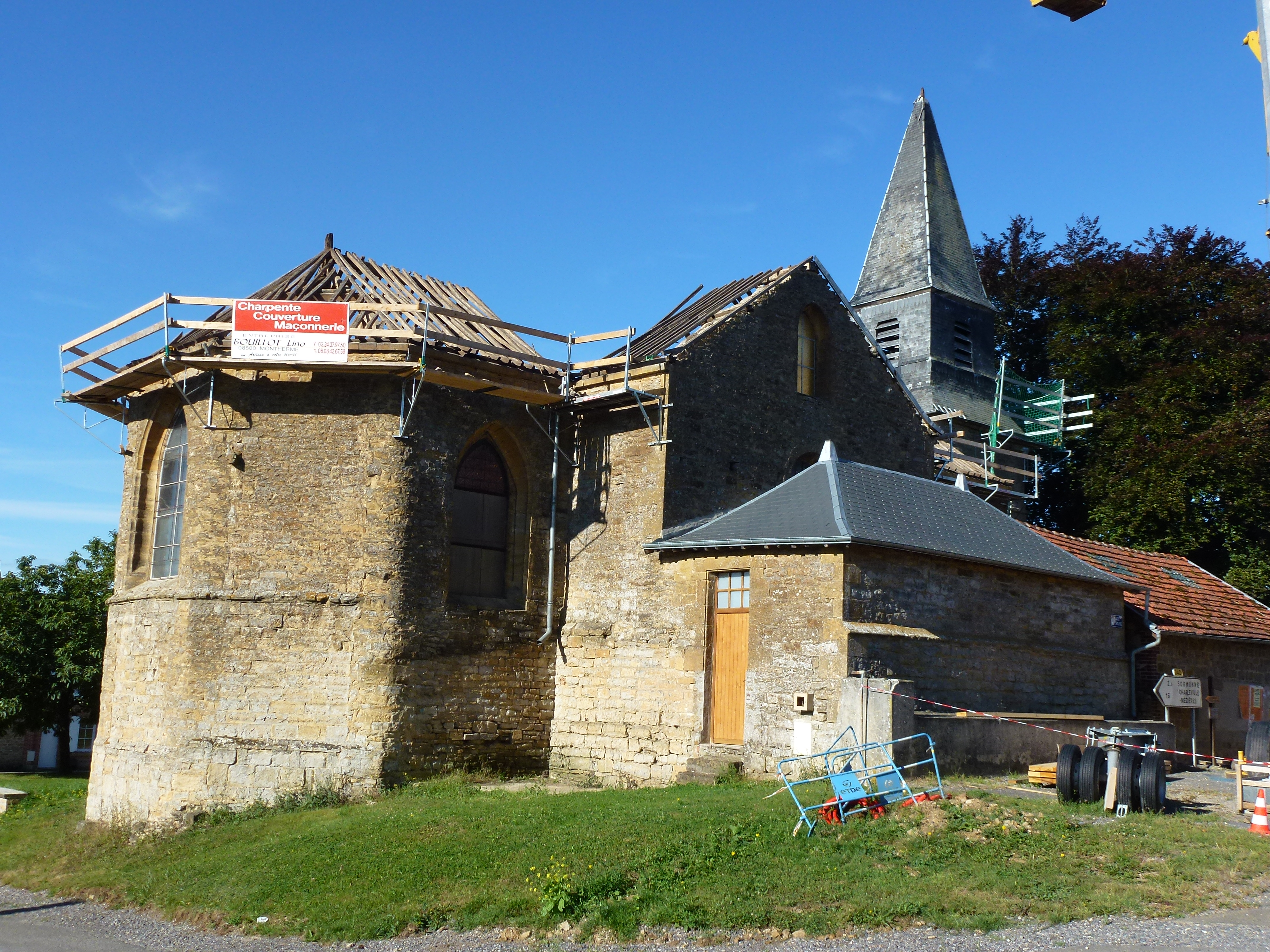
Церковь Св. Маргариты
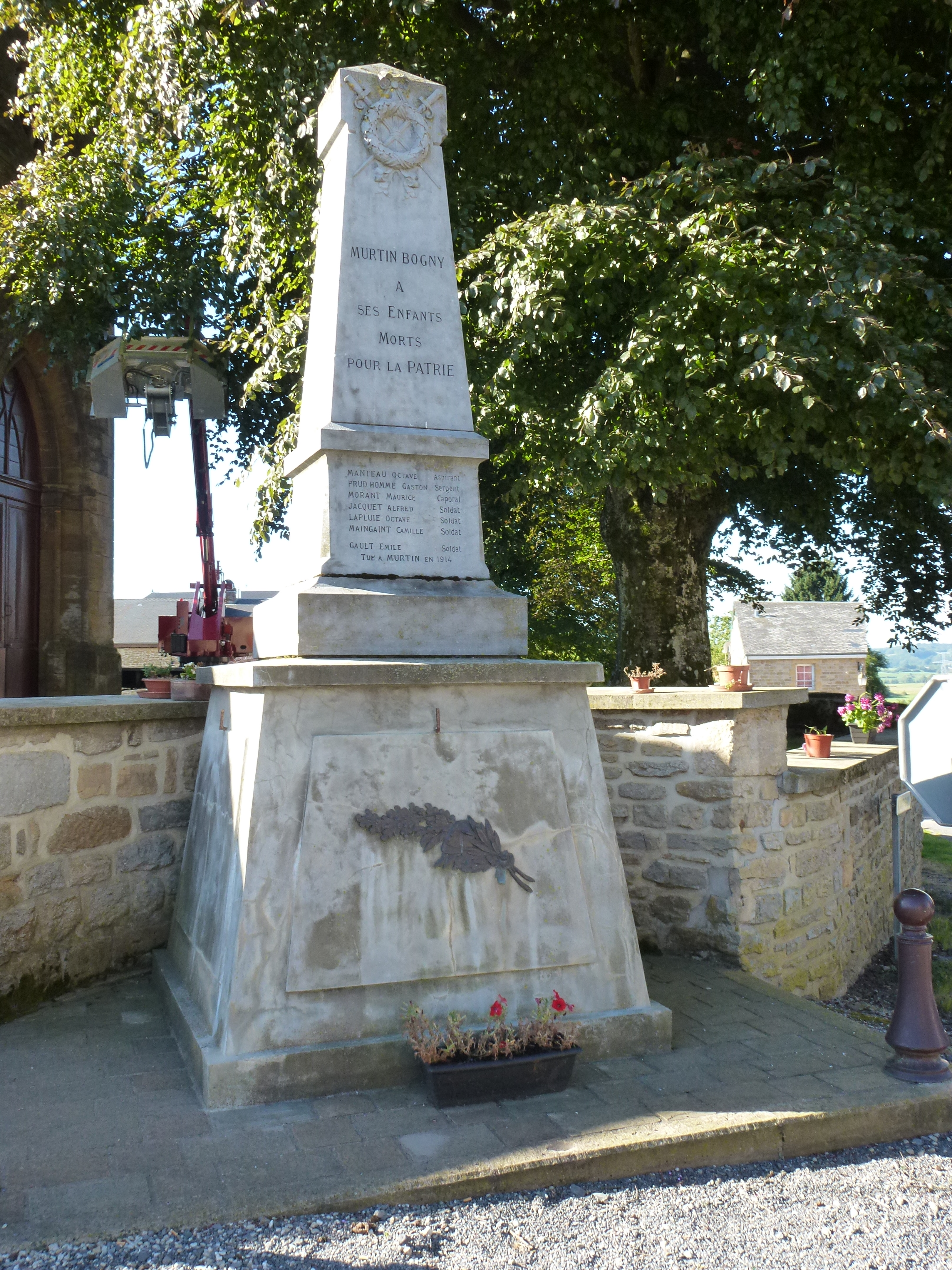
Памятник погибшим в Первой мировой войне
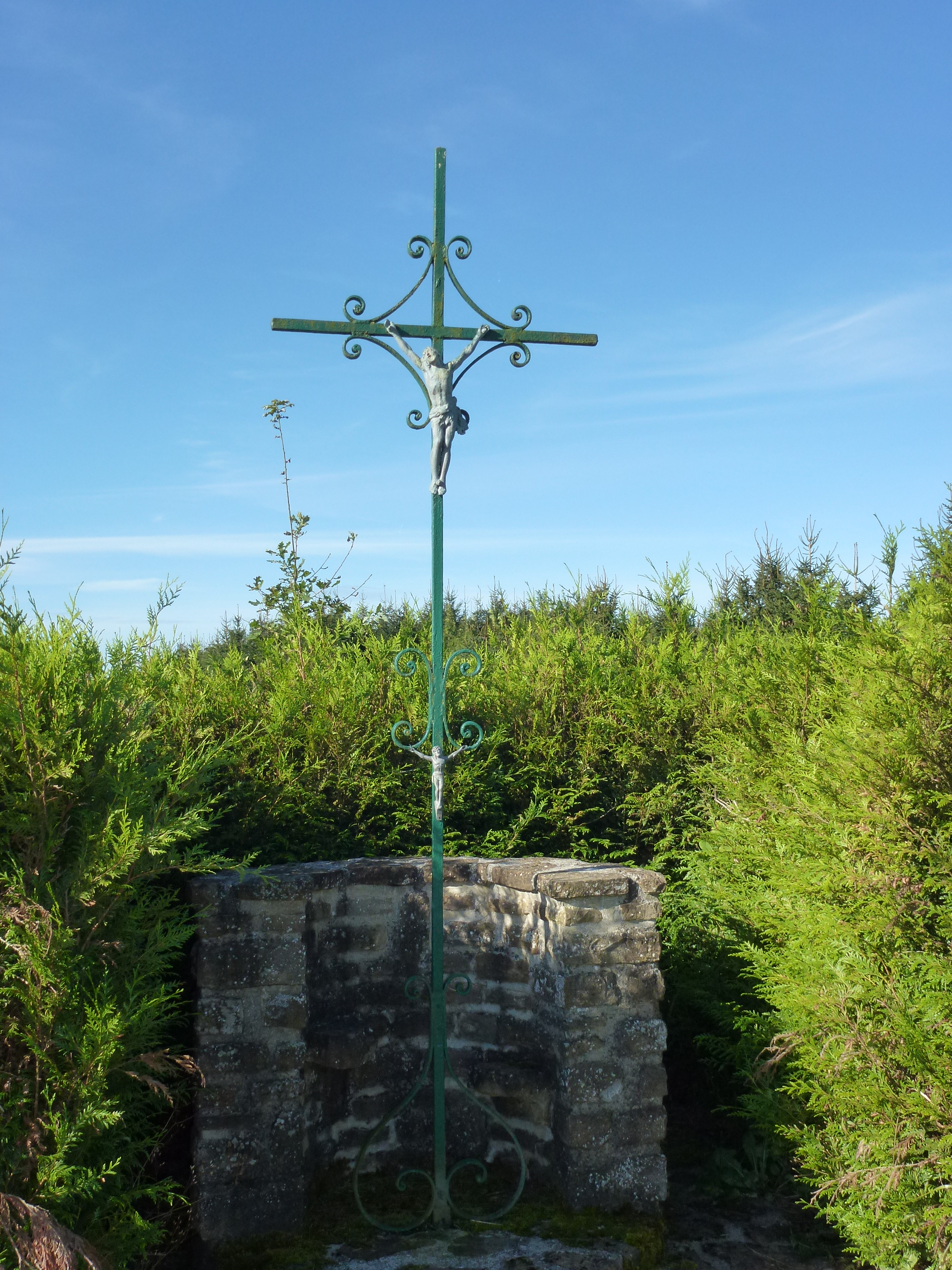
Придорожный крест